# Estinguente ad aerosol
L'aerosol è un agente estinguente di nuova generazione generalmente a base di potassio. È composto da particelle finemente suddivise e sostanze gassose generate mediante processo di combustione di un composto solido. Il suo utilizzo come agente estinguente avviene soprattutto nell'impiantistica fissa, ma esistono anche sue applicazioni negli inibitori di fiamma manuali. Il composto aerosol è contenuto all'interno di dispositivi non pressurizzati che una volta attivati, attraverso un processo di combustione, lo generano. Tali dispositivi sono chiamati generatori.
I generatori ad aerosol, a differenze dei sistemi antincendio tradizionali, non necessitano né di bombole né di ugelli. La loro attivazione avviene attraverso cavo elettrico o dispositivo termico. La capacità estinguente è calcolata sul volume da proteggere poiché lo spegnimento avviene attraverso saturazione dell'ambiente. Il calcolo si basa su un valore numerico,  detto coefficiente di estinzione,  che deve essere certificato da enti di prova riconosciuti ed indipendenti ed utilizzando le metodologie di prova descritte dalle citate UNI-ISO 15779.
Il coefficiente in pratica descrive la quantità di estinguente necessaria ad estinguere in un determinato volume.  Si esprime in g/m3.
L'agente estinguente aerosol ha preso piede sul mercato quando l'utilizzo degli Halon è diventato illegale. Fino a quel momento il suo utilizzo avveniva quasi esclusivamente nel comparto aerospaziale russo.
L'aerosol non è tossico ed è ecocompatibile.
Attualmente esistono circa sette produttori al mondo, di cui tre italiani.

## Descrizione

### Composizione
Un generatore ad aerosol condensato è generalmente costituito da:
- un composto solido formante aerosol
- meccanismo di raffreddamento
- dispositivo di innesco
- alloggiamento
- staffa di montaggio

### Effetti collaterali
Durante un test eseguito dall'Istituto centrale per il restauro e la conservazione del patrimonio archivistico e libraio (ICPAL), la polvere di potassio è risultata tuttavia irritante per la pelle ed è stata giudicata inidonea all'uso all'interno di biblioteche e archivi, in quanto comporta effetti dannosi sulla carta, in maniera più o meno intensa e pressoché immediata, rendendo molto difficoltosa o impossibile la rimozione dei residui del particolato di potassio con effetti dannosi a lungo termine (la carta ingiallisce in modo irreversibile ed immediato).
Il test è stato effettuato, come citato anche nella relazione della Dott.ssa Bicchieri, utilizzando gli erogatori della Ditta FIRECOM, uno dei 2 produttori italiani.
Il prodotto FIRECOM non risulta essere in possesso delle regolari certificazioni richieste dalla normativa vigente, né per le caratteristiche/performance di funzionamento, né riguardo alla non tossicità dell'agente estinguente utilizzato, peraltro di propria fabbricazione.
Pertanto, il suddetto test può essere un riferimento solo ed esclusivamente per il prodotto FIRECOM.
Bisogna peraltro considerare che la composizione chimica del compound solido,  ha subito nel tempo notevoli miglioramenti riguardo agli effetti indesiderati,  grazie anche all'aumento  della efficienza, cosa che implica   un quantitativo di estinguente praticamente dimezzato rispetto al passato. Il test di cui sopra è stato eseguito esclusivamente sul prodotto della società Firecom, quindi non può essere preso come riferimento esaustivo per l'intero mondo degli estinguenti aerosol. 
Gli estinguenti aerosol non sono tutti uguali.